# Депопуляция

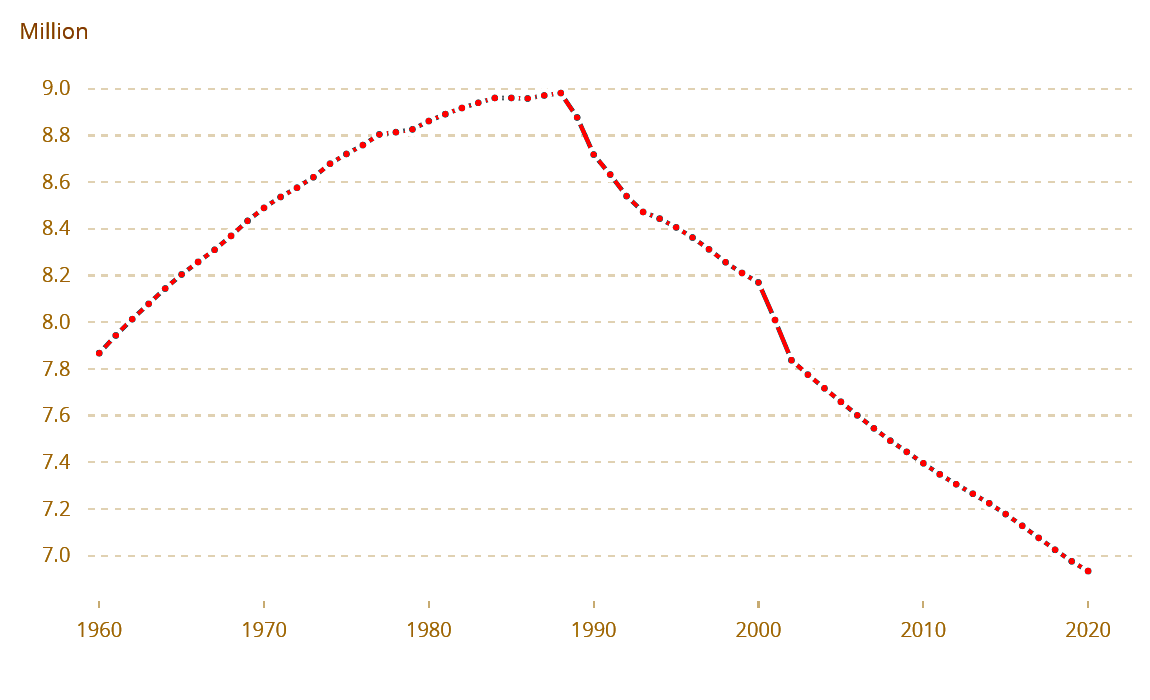
Динамика численности населения Болгарии с 1961 года

Депопуля́ция — сокращение численности населения, стабильное (то есть не вызванное разовыми чрезвычайными обстоятельствами) уменьшение населения в населённом пункте, регионе или стране, вызванное демографическим переходом, в заключительной фазе которого рождаемость падает ниже уровня воспроизводства населения (2,1 рождений на женщину), а из-за старения населения и, как следствие, постепенно растущей смертности, рождаемость падает ниже уровня смертности, и возникает депопуляция. Существенное влияние на возникновение или исчезновение депопуляции оказывают эмиграция и иммиграция. На уровне стран, при благоприятной экономической ситуации и привлекательной для иммиграции среды, включая более либеральную иммиграционную политику, государства могут не только обратить вспять депопуляцию, но и активно омолаживать своё население, немного повышая суммарный коэффициент рождаемости (СКР) за счёт первого поколения иммигрантов, а также резко ускорить рост населения страны. Таким путём идут многие развитые страны мира: развитые страны Европы, Канада, Австралия, США, Новая Зеландия и т. д. Яркими примерами стран, изменивших к лучшему демографическую ситуацию с помощью иммиграции, где наблюдается рост рождаемости, но не выше 2,1 рождений на женщину, а также резкий рост населения с 1990-х годов, являются Ирландия, Норвегия, Нидерланды, Швейцария, Франция, Великобритания и многие другие развитые и наиболее привлекательные для иммигрантов страны мира. Как правило страны с менее благоприятной экономической ситуацией или мало привлекательной для иммиграции средой (проводя, например, более строгую иммиграционную политику) имеют более старое население и более слабо выраженный или отрицательный рост населения (депопуляция). Яркими примерами такого рода стран являются: большинство посткоммунистических стран Европы, Япония, Финляндия, Куба, Южная Корея, Уругвай, Италия, Испания, Греция, Португалия, Китайская Республика и т. д.
Также депопуляцией можно считать стабильное сокращение численности этнической, расовой, религиозной, языковой, сословно-классовой группы как в целом по планете, так и в конкретном регионе.

## Определение

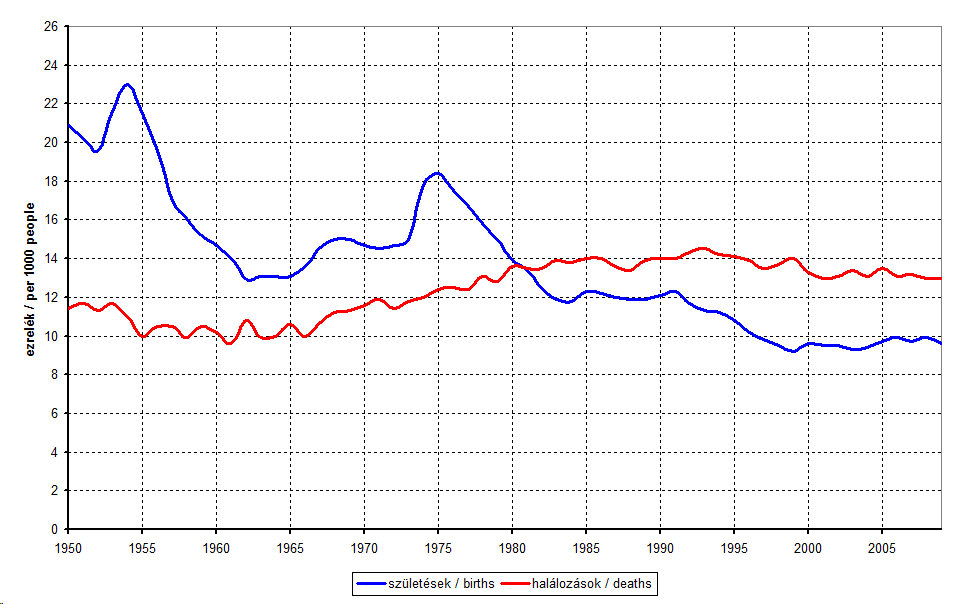
Смертность и рождаемость в Венгрии

Впервые сам термин депопуляция появился в книге Арсена Дюмона «Депопуляция и цивилизация», а потом перешёл в работы Жака Бертильона «Le problème de la dépopulation» 1897 года и «La dépopulation de la France, ses conséquences, ses causes» 1911 года.
Сокращение численности населения с течением времени в регионе переписи, известное как депопуляция, может быть вызвано несколькими причинами: низкая рождаемость (наряду с ограниченной иммиграцией), массовая эмиграция, болезни, голод и войны. История полна примеров масштабных депопуляций. До XX века сокращение численности населения наблюдалось в основном из-за болезней, голода и / или эмиграции. Появление в Америке болезней Старого Света, вторжение мухи цеце в район Ватерберх в Южной Африке и Великий ирландский голод — все эти случаи вызвали значительное и долговременное снижение численности населения.
Чёрная смерть была эпидемической катастрофой, но оказалась разовым чрезвычайным событием. Уже сразу после окончания пандемии в Европе произошёл демографический взрыв, население Европы вновь стало расти, и этот рост, несмотря на последующие эпидемии, продолжался непрерывно несколько столетий, вплоть до демографического перехода.
В наше время голод, эпидемии и войны могут приводить к депопуляции, но даже несмотря на высокую смертность от болезней и голода — в большинстве стран Азии, Африки, Ближнего Востока и Латинской Америки население быстро растёт за счёт высокой рождаемости. В странах Европы — население напротив сокращается, даже при низкой смертности и постоянном притоке мигрантов — из-за старения и низкой рождаемости.
Иногда снижение населения вызвано геноцидом или массовыми убийствами, например, в 1970-е годы численность населения Камбоджи значительно упала за счёт широкомасштабной казни под руководством красных кхмеров. Однако большинство демографов считают, что причинами депопуляции является изменение ценностных установок и трансформация институтов семьи, так общеизвестно, что на количество детей влияет уровень образования родителей, а также их отношение к карьере: в двухкарьерных семьях количество детей всегда будет меньше, нежели в семьях где работает только один родитель.
Термин «депопуляция» обычно определяется как состояние, в котором население страны сократилось слишком сильно, чтобы поддерживать нынешнюю экономическую систему. Примером использования экономического термина в развитых странах может служить изменение схем соцобеспечения, когда сокращающееся молодое трудоспособное поколение не в состоянии поддерживать растущее по численности старшее.
Однако, как считает российский демограф А. Б. Синельников, сокращение численности населения не всегда обозначают термином депопуляция: по его мнению, не являются депопуляцией падения численности населения в период войн в результате миграционных процессов. Термин в таком случае следует применять лишь тогда, когда население сокращается в результате естественной убыли и превышении смертности над рождаемостью.

## История
Депопуляция впервые наблюдалась в Древней Греции во времена Полибия и в древней Италии. Но в древности депопуляция затрагивала только отдельные страны и некоторые провинции Римской империи.
Самое раннее описание депопуляции оставил древнегреческий историк Полибий (200—120 до н. э.):

люди… не хотят заключать браков, а если и женятся, то не хотят вскармливать прижитых детей, разве одного-двух из числа очень многих, чтобы этим способом оставить их богатыми и воспитать в роскоши.
— Полибий. Всеобщая история в сорока книгах, т. Ill, M, 1899, кн. XXVII, 9, с. 299-300

В наше время всю Элладу постигло бесплодие женщин и вообще убыль населения, так что города обезлюдели, пошли неурожаи, хотя мы не имели ни войн непрерывных, ни ужасов чумы.
— Полибий
О. В. Кудрявцев отмечает, что все древнегреческие авторы (Полибий, Сервий Сульпицин, Страбон, Плутарх, Дион Хрисостом и Павсирий) между II в. до н. э. и II в н. э:

…единодушно говорят о запустении Эллады, и потому не может быть сомнения, что эти известия отражают действительное положение дел, если даже сделать скидку на риторические преувеличения.

В Милете III—I вв. до н. э. на одного женатого мужчину приходилось 1,36 ребёнка.
Как писал Теодор Моммзен:

…латинское племя в Италии вымирало с ужасающей быстротой и прекрасные местности постигало полное запустение…

С I в. н. э. в древнем Риме начала проводиться политика стимулирования рождаемости: император Август в 14 г. н. э. приказал всем мужчинам от 25 до 60 лет и женщинам от 20 до 50 лет состоять в браке и иметь детей, а потерявшие супруга были обязаны вступать в брак повторно (нарушившие этот указ лишались наследства по завещанию). Также право на создание семьи и заведение детей получили рабы. Однако данная политика не имела заметного эффекта: В IV в. н. э. в Риме в браке состояло только 39−44 % населения в детородном возрасте. Рождаемость упала ниже смертности, особенно среди элиты (например, по данным С. Джилфиллэна аристократия имела рождаемость только в четверть от необходимого уровня простого воспроизводства). Даже многие императоры не имели наследников престола и вынуждены были усыновлять чужих сыновей (Август — Тиберия, Нерва — Траяна, Траян — Адриана). Свою роль в данных процессах в меньшей степени сыграли отравления свинцом и заболевания малярией (согласно обследованиям на Шри-Ланке у больных малярией женщин преждевременные роды составляют 82 %, смертность новорожденных 67 %, а смертность рожениц выше обычного уровня в два раза), но в большей степени социальные факторы: срок службы солдат в 20-25 лет, во время которого им запрещалось иметь официальную семью; разорение мелких землевладельцев и аграрное перенаселение; а среди остальных слоев населения (аристократии и неимущих) падение популярности семьи и детей с предпочтением внебрачных временных связей без обязательств.
Убыль населения, заброшенность земель с возвращением докультурных ландшафтов в античности наблюдалась: в Древней Греции (где были заброшены искусственные террасы с виноградниками, огородами, плантациями маслин; почвенный покров смывался дождями), на Апеннинах (где ещё в IV в. было заброшено 500 тыс. югеров пашни и пастбищ в Кампании и на Сицилии; забрасывались и заново превращались в малярийные болота приморские низменности в дельте По, на Тирренском побережье от Пьомбино до мыса Чирчко, на берегах Тарентского залива, в нижнем течении Тибра), в Галлии (где на заброшенные поля возвращался лес), Британии (где были оставлены и подверглись повторному заболачиванию освоенные ещё римлянами земли в бассейне реки Фен севернее Кембриджа — они снова превратились в болота до позднего средневековья) и Египте (вследствие чего засыпались эоловыми песками оазисы Дахла и Эль-Файюм).
В средние века депопуляция наблюдалась вследствие высокой смертности. В европейских городах 1100—1500 годов смертность была выше рождаемости и население городов поддерживалось за счёт постоянной миграции из сельской местности. Среди семей средневековых горожан при высокой рождаемости в живых оставалось не больше 2—3 детей. В большинстве же семей во младенческом и детском возрасте выживало 1—2 ребёнка. В Арле в 1340—1440 годах среднее число детей в семье было не больше двух, а с конца XIV века число детей в семье начало уменьшаться. В Нюрнберге в середине XV века в одной семье вырастало в среднем менее двух детей — 1,64; во Фрейбурге — 1,74.
С 1348 по 1450 годы в Англии наблюдалась убыль населения в основном из-за периодических эпидемий чумы.
В испанских городах с 1510 по 1840 год и с 1850 по 1859 годы в целом по суммированию показателей Мадрида, Барселоны, Гранады, Вальядолида, Севильи и Кадиса наблюдался отрицательный естественный прирост (число родившихся было меньше числа умерших), который компенсировался внешней миграцией.
В Восточной Японии в течение XVIII века каждое следующее поколение было меньше предыдущего (нетто-коэффициент воспроизводства ниже 1).
По данным Дайсона до 1850 год в городах Швеции уровень рождаемости был ниже уровня смертности и в городах наблюдался отрицательный естественный прирост.
В период с 1764 по 1860 годы в Санкт-Петербурге наблюдалась естественная убыль населения, которая компенсировалась массовым притоком рабочих на заработки.
По некоторым данным ещё в первые десятилетия XIX века в некоторых населённых этническими сербами и немцами сельскохозяйственных районах Венгрии получила распространение «однодетная система», когда родители ограничивались одним или в лучшем случае двумя выжившими детьми, а в 1845 году главный медицинский врач округа Баранья на юге Задунайского региона писал «в большинстве венгерских деревень графства молодые жены считают стыд нести в первые четыре или даже десять лет своего брака, и даже самые здоровые и сильные женщины несут не более двух детей».
В Новое время тип депопуляции, связанный с низкой рождаемостью, распространился на целые страны. Впервые с депопуляцией в связи с низкой рождаемостью на уровне страны в новейшее время в Европе столкнулась Франция. Ещё в середине 19 века в ряде департаментов Франции наблюдалась убыль населения (в период с 1846 по 1872 год в 44 из 89 департаментов численность населения уменьшалась). В целом же для Франции депопуляция впервые наблюдалась в 1890-е годы, когда смертность превысила рождаемость на 39 тысяч человек. После этого года депопуляция во Франции начала наблюдаться все чаще: до Первой мировой войны депопуляция во Франции наблюдалась в 1890—1892, 1895, 1900, 1907 и 1911 году. В 1935 году убыль населения наблюдалась уже в двух странах Европы: Франции и Австрии.
В 1926 году чистый коэффициент воспроизводства населения (соотношение рождений и смертей за поколение) составлял 0,89 в Германии, 0,86 в Англии, и 0,93 в среднем для стран Западной и Северной Европы. В Австрии в 1928 году чистый коэффициент воспроизводства был 0,782, в Швеции в 1930 году 0,858. И хотя благодаря возрастной структуре текущее число рождений превосходило текущее число смертей, в этих странах уже тогда по сути установилась депопуляция.
В эпоху Великих географических открытий и освоения новых континентов конкистадоры занесли туда непреднамеренно такие инфекционные заболевания как оспа, к которым у туземных племён не было иммунитета, что привело, в частности, к массовому вымиранию индейских народов Южной и Центральной Америки. Остатки коренного населения, смешавшись затем с выходцами из Европы, образовали основу современного населения этих континентов, в десятки раз превысившего его прежнюю численность и в настоящее время активно мигрирующего, в частности, в страны Северной Америки.
В настоящее время миграционные потоки разнесли из Африки по всем континентам прежде неизвестные там смертельно опасные инфекции, такие как СПИД.
На протяжении истории депопуляции целых континентов вызывали вражеские нашествия, массовые миграции и эпидемии, такие как:
- Юстинианова чума в Европе и в Средиземноморье[24];
- Открытие и заселение европейцами Америки и Австралии[25].

Некоторые примеры депопуляции крупных регионов в результате войн:
- Монгольское нашествие в Китае, в России и Иране;
- Военные кампании Тамерлана на Среднем и Ближнем Востоке;
- Тридцатилетняя война в Европе;

Голод также часто приводил к депопуляции, будь то в результате войн и нашествий, изменения климатических условий, человеческой некомпетентности и т. д.
Термин «депопуляция» был введён французскими демографами, обеспокоенными сокращением рождаемости во Франции в течение XIX века, когда в половине департаментов обнаружилась убыль населения. В 30-е и 40-е годы XX века во многих странах Европы в связи с падением рождаемости стала проводиться демографическая политика, и приток мигрантов из стран Третьего мира, которые в большинстве случаев смогли лишь замедлить темпы этого падения.
Во второй половине XX века депопуляция затронула страны постсоциалистические страны Восточной и Центральной Европы. В России эта ситуация получила название «славянский (или русский) крест».
В настоящее время депопуляция наблюдается в в ряде стран СНГ, и, по прогнозам экспертов ООН, охватит все развитые страны мира, кроме США, где белое население сокращается из-за низкой рождаемости, в целом же население США растёт лишь за счёт притока мигрантов, в основном из Мексики и других латиноамериканских стран..
Демограф В. М. Медков в своей статье «Ожидаемое будущее или романтические мечтания?» полагает, что «человечество уже вступило в период депопуляции» и что данный факт создаёт угрозу для собственно существования человеческого рода.
Польский профессор Кшиштоф Белавны в своём исследовании утверждает, что основной причиной сокращения населения в мире являются противозачаточные средства. Ещё одна причина депопуляции — аборт.
По состоянию на 2021 год в населении мира люди в возрасте до 15 лет составляют 26 %, а люди в возрасте 65 лет и старше — 10 %. Общая демографическая нагрузка на население рабочих возрастов в целом по миру составляет 56 детей (до 15 лет) и пожилых людей (65 лет и старше) на 100 человек 15-64 лет, в том числе 41 ребёнок и 16 пожилых людей. Доля детей в возрасте до 15 лет заметно различается по географическим регионам. Ниже всего она в Европе, особенно в Южной Европе — 14 %, а выше всего — более 40 % — в Центральной, Восточной и Западной Африке. Относительно небольшая численность населения рабочих возрастов означает, что на него приходится более значительная демографическая нагрузка детскими и старшими возрастами. В Центральной Африке она достигает 96 на 100 человек 15-64 лет, в том числе 90 детей моложе 15 лет и 6 человек 65 лет и старше. Несколько ниже общая демографическая нагрузка на население 15-64 лет в Западной (85) и Восточной (79) Африке. В Северной и особенно Южной Африке общая демографическая нагрузка на население рабочих возрастов заметно ниже (соответственно, 64 и 54) и меньше отличается от значения показателя в других субрегионах Земли. Самое низкое значение общей демографической нагрузки на население 15-64 лет отмечается в Юго-Восточной Азии — 45 детей и пожилых на 100 человек 15-64 лет, причём нагрузка детьми в 3,5 раза больше. Несколько выше общая демографическая нагрузка в Восточной Азии (47), где нагрузка детьми лишь немного превышает нагрузку пожилыми людьми, а также в Южной Америке (49), где нагрузка детьми вдвое больше нагрузки пожилыми. Во всех европейских субрегионах, демографическая нагрузка пожилыми людьми уже заметно превышает демографическую нагрузку детьми, кроме Восточной Европы, где они примерно одинаковы, но в ближайшие годы, как и в других субрегионах Европы, общая демографическая нагрузка будет увеличиваться за счёт нагрузки пожилыми возрастами. Сходные тенденции наблюдаются в Северной Америке, Австралии и Новой Зеландии.
Среди стран мира доля населения в возрасте до 15 лет варьируется от 12 % в Японии, Южной Корее, Гонконге, до 50 % в Нигере. В этом ряду стран Россия (18 %) делит 55-62 места с США, Китаем, Швецией, Великобританией, Черногорией и Гваделупой. Доля населения 65 лет и старше составляет от 1 % в ОАЭ до 29 % в Японии. В 23 странах, включая Японию, она уже составляет 20 % и более. Значение коэффициента общей демографической нагрузки варьируется от 19 детей и пожилых людей на 100 человек 15-64 лет в Катаре и ОАЭ до 113 в Нигере и 100 в Анголе и Афганистане. Ещё в 7 африканских странах она превышает 90.
За последние 30 лет суммарный коэффициент рождаемости в целом по миру снизился в 1,4 раза — с 3,2 ребёнка на женщину в 1990 году до 2,3 в 2020 году. Рождаемость снизилась во всех основных группах стран, особенно значительно в менее развитых странах мира (в 1,5 раза), а также в странах с более низким средним уровнем доходов (в 1,7 раза). В развитых странах и в странах с высоким уровнем доходов суммарный коэффициент рождаемости уже в 1990 году была ниже уровня воспроизводства населения (2,1 ребёнка на женщину). По оценкам на 2020 год суммарный коэффициент рождаемости снизился до 1,5 против 1,7 и 1,8 в 1990 году. Рождаемость опустилась ниже уровня воспроизводства населения и в группе стран с более высоким средним уровнем доходов (1,6 против 2,6 в 2020 году). В остальных группах суммарный коэффициент рождаемости пока обеспечивает расширенное воспроизводство (превышает 2,1 ребёнка на женщину), причём в наименее развитых странах и странах с низким уровнем доходов превышает уровень воспроизводства населения в два раза и более, составляя 4,0 в наименее развитых странах и 4,7 в странах с низким средним уровнем доходов. В ряде регионов мира рождаемость уже в течение многих лет не обеспечивает простое замещение поколений. К их числу в 1990 году относились все европейские регионы (особенно Южная и Западная Европа, где суммарный коэффициент рождаемости составлял 1,5) и Австралия (1,9) в тихоокеанском регионе. За 30 лет суммарный коэффициент рождаемости снизилась во всех регионах, кроме Западной Европы, где она немного увеличилась (с 1,5 до 1,6). Наибольшее снижение — на 47 % — отмечалось в Южной Азии, на 41-42 % — в Южной Африке, Западной и Восточной Африке. По оценкам на 2020 год суммарный коэффициент рождаемости опустился ниже уровня воспроизводства населения, помимо всех европейских субрегионов, в Восточной Азии (1,3), в Австралии и Новой Зеландии (1,6), в Северной (1,6) и Южной (1,9) Америке. В Центральной Америке и странах Карибского бассейна, Юго-Восточной Азии суммарная рождаемость снизилась до 2,1 ребёнка на женщину. В Южной Азии и Южной Африке она вплотную приблизилась к этому уровню (2,3 и 2,4 соответственно). Очень высокой, несмотря на снижение, остаётся суммарная рождаемость в Центральной (5,8) и Западной (5,4) Африке. В 1990 году суммарная рождаемость была ниже 2,1 ребёнка на женщину в 48 странах, в 2020 году — уже в 107 странах мира. В 2020 году в странах, где рождаемость была ниже уровня простого воспроизводства, проживало 45 % населения Земли.
В 1990 году суммарный коэффициент рождаемости варьировался от 1,1 в Монако до 8,6 в Йемене, а в 2020 году — от 0,8 в Южной Корее и 0,9 в Гонконге и Макао до 7,0 в Нигере. Помимо Нигера, крайне высокие значения коэффициента суммарной рождаемости отмечаются в Сомали (6,9), Чаде (6,4), Мали (6,3), Демократической Республике Конго (6,2), Анголе и Центрально-Африканской Республике (6,0). В ряду стран, ранжированных по возрастанию суммарного коэффициента рождаемости в 2020 году, Россия входит в пятый десяток стран с наиболее низкими показателями (1,5 ребёнка на женщину). В большинстве стран мира (188) суммарная рождаемость в 2020 году оказалась ниже, чем в 1990 году, причём во многих значительно (на 2 детей на женщину и более в 46 странах). В некоторых странах суммарный коэффициент рождаемости незначительно повысился. Помимо Словении, Германии, Монако и Грузии, где рождаемость была крайне низкой и в 1990 году, некоторое повышение суммарного коэффициента рождаемости отмечалось в Южно-Африканской (2,0 до 2,3) и Центрально-Африканской (с 5,8 до 6,0) республиках. В небольшом числе стран, преимущественно европейских, суммарная рождаемость осталась практически на том же уровне, что и в 1990 году.
Снижение рождаемости сопровождалось сокращением доли детей, родившихся у матерей 15-19 лет, и повышением доли детей, родившихся у матерей 35 лет и старше. При низкой рождаемости реализация репродуктивных планов возможна в разных возрастах. За последние десятилетия средний возраст материнства, в том числе при рождении первого ребёнка, значительно повысился в большинстве развитых стран, рождаемость в младших возрастах существенно снизилась. Беременность и роды в ранних возрастах сопряжены с высокими рисками для здоровья и жизни матери и ребёнка, они затрудняют получение образования и профессиональных навыков девушками, чреваты рисками безработицы и бедности. Во многих развивающихся странах за последние годы удалось добиться значительного снижения рождаемости у женщин 15-19 лет. В целом по миру доля детей, родивших у женщин 15-19 лет, снизилась с 12 % в 1990 году до 9 % в 2020 году. Особенно значительно она сократилась в развитых странах (с 9 % до 3 %), меньше всего — в наименее развитых странах (с 17 % до 16 %). В наименее развитых странах незначительно снизилась и доля детей, родившихся у матерей в возрасте 35 лет и старше (с 16 % до 15 %). Это произошло за счёт снижения числа детей высокой очередности рождения, которые происходят в старших возрастах. Значительное повышение доли детей, родивших у женщин 35 лет и старше, в развитых странах (с 9 % в 1990 году до 23 % в 2020 году) связаны с изменением возрастного профиля рождаемости, повышением возраста матери при рождении первого ребёнка. В Африке доля детей, родившихся у матерей 15-19 лет, практически не изменилась за 1990—2020 годы, оставаясь на уровне 15 %. Несколько снизилась доля родившихся у матерей 35 лет и старше (с 17 % до 16 %). В остальных регионах мира наблюдалось довольно значительное снижение доли родившихся у женщин 15-19 лет и повышение доли родившихся у женщин 35 лет и старше. Особенно ярко эта тенденция выражена в Европе, где доля родившихся у матерей 15-19 лет снизилась до 3 %, а доля родивших у матерей 35 лет и старше повысилась до 24 %. В большинстве стран мира (160) доля родившихся у матерей 15-19 лет снизилась по сравнению с 1990 годом. Небольшой рост отмечался в 27 странах. Наибольшим он был в Азербайджане (на 5 %, с 5 % до 10 %) и Мозамбике (на 4 %, с 21 % до 25 %). В 1990 году она варьировалась от 1 % в Японии, Южной Корее, КНДР, Макао, до 24 % в Габоне и Бангладеш, в 2020 году — от 0 в Макао, Гонконге, Южной Корее, КНДР, и Дании до 25 % в Мозамбике. Россия в ряду стран, расположенных в порядке возрастания значения показателя 2020 года, занимает 58 место, доля родившихся у матерей 15-19 лет снизилась до 3 % против 14 % в 1990 году.

## Изменение тенденции
Эмиграция и низкая рождаемость, а также высокие показатели смертности в странах Европы с бывшими коммунистическими плановыми экономиками вызвали серьёзную региональную убыль населения. Тем не менее, правительство может повлиять на скорость снижения численности населения. Среди самых эффективным мер притормаживающих демографическое старение населения, естественную и миграционную убыль населения и при благоприятной экономической ситуации в стране (быстром росте уровня жизни, зарплат, пособий и т. д.) — привлечение на долгосрочное основе как высококвалифицированных так и низкоквалифицированных иммигрантов и их семей и помощь им в адаптации к стране, создание привлекательной среды для долгосрочной иммиграции в страну граждан любых стран мира. Это не решит проблему, но эффективно будет притормаживать негативные демографические тенденции в стране для её экономики, социальной сферы, здравоохранения и т. д. Таким путём идут многие развитые страны мира: развитые страны Европы, Канада, Австралия, США, Новая Зеландия и т. д. Поэтому, хотя в очень долгосрочной перспективе население Земли будет сокращаться неизбежно, на короткий срок можно ослабить негативную тенденцию или даже обратить её вспять в отдельно взятой стране. Яркими примерами изменившейся к лучшему демографической ситуации являются Ирландия, Норвегия, Нидерланды, Швейцария, Великобритания и многие другие развитые и наиболее привлекательные для иммигрантов страны мира.
Однако в долговременной перспективе проблема решения пока не имеет. По мнению демографа А. Б. Синельникова, проблему естественной убыли не решить одним лишь снижением смертности, поскольку для обеспечения простого замещения поколений число детей в стране на одну женщину должно быть не менее 2,1 (сегодня в России 1,5). Таким образом, даже при самой высокой продолжительности жизни в России население будет депопулировать. Основная проблема России и других посткоммунистических стран Европы, в том что они не смогли воспользоваться демографическим дивидендом послевоенного мирового беби-бума, чтобы развить в должной мере капиталистические экономики своих стран до уровня того, что мы понимаемым сегодня, как развитых экономик (с высокой добавочной стоимостью, с высоким уровнем жизни населения и т.д), из-за плановых коммунистических неэффективных экономик, и перешли к капиталистическим только в 1990-е годы, когда уже их демографический дивиденд иссяк. То есть они не успели разбогатеть, как уже постарели. Посткоммунистические страны Европы, являясь частью тех же самых глобальных демографических тенденций, что происходят в мире, не смогли подойти к проблемам старения населения, низкой рождаемости и как следствие уменьшения своего населения с более выгодной позиции богатых развитых стран, которым так же приходиться решать, эту практически не решаемую проблему. Как пример: Япония находится почти три десятилетия в экономическом застое и постоянной дефляции, немаловажным фактором приведшем экономику Японии к данной ситуации, является демография. Уменьшение населения, вызванное демографическим кризисом и старением Японии. Японская нация является самой престарелой и одной из самых быстро стареющих в мире. По состоянию на 1 октября 2021 года 29,1 % населения Японии было старше 65 лет. Причиной может быть относительно непродолжительный по времени послевоенный беби-бум в Японии и строгая иммиграционная политика. Потребление уменьшается из-за уменьшения населения, вызванного на фоне старения населения превышением смертности над рождаемостью и строгой иммиграционной политикой. Накопленные свободные (не вложенные в экономику) денежные активы у населения увеличиваются, но из-за дефляции цены на товары и услуги с каждым годом падают, что ещё больше снижает спрос и оттягивает момент покупки товаров населением.
При этом почти все развитые и многие развивающиеся страны имеют суммарный коэффициент рождаемости ниже порога простого замещения поколений, поэтому меры по повышению уровня жизни и улучшению социальной защищённости могут лишь замедлить депопуляцию, но не остановить её.
Согласно нижнему варианту прогноза ООН, выполненному в 2008 г., к 2040 г. все страны мира станут малодетными, что чревато тотальной депопуляцией всего мирового населения.
Таблица стран с депопуляцией (см.также: Список стран по естественному приросту населения):
| Страна               | Рождаемость, ‰ (число рождённых на 1000 чел.) | Смертность, ‰ (число умерших на 1000 чел.) | Естественный прирост (убыль) населения, ‰ |
| -------------------- | --------------------------------------------- | ------------------------------------------ | ----------------------------------------- |
| Дания                | 10,22                                         | 10,23                                      | −0,01                                     |
| Финляндия            | 10,35                                         | 10,51                                      | −0,16                                     |
| Молдова              | 12,21                                         | 12,60                                      | −0,39                                     |
| Чехия                | 9,79                                          | 10,29                                      | −0,50                                     |
| Польша               | 9,77                                          | 10,37                                      | −0,60                                     |
| Босния и Герцеговина | 8,89                                          | 9,64                                       | −0,75                                     |
| Бельгия              | 9,99                                          | 10,76                                      | −0,77                                     |
| Италия               | 8,84                                          | 10,10                                      | −1,26                                     |
| Япония               | 8,07                                          | 9,38                                       | −1,31                                     |
| Португалия           | 9,42                                          | 10,97                                      | −1,55                                     |
| Австрия              | 8,76                                          | 10,38                                      | −1,62                                     |
| Литва                | 9,36                                          | 11,55                                      | −2,19                                     |
| Греция               | 8,80                                          | 11,00                                      | −2,20                                     |
| Монако               | 6,72                                          | 9,01                                       | −2,29                                     |
| Румыния              | 9,27                                          | 11,88                                      | −2,61                                     |
| Хорватия             | 9,49                                          | 12,13                                      | −2,64                                     |
| Беларусь             | 10,86                                         | 13,51                                      | −2,65                                     |
| Словения             | 8,54                                          | 11,25                                      | −2,71                                     |
| Германия             | 8,42                                          | 11,29                                      | −2,87                                     |
| Эстония              | 10,29                                         | 13,69                                      | −3,40                                     |
| Венгрия              | 9,26                                          | 12,72                                      | −3,46                                     |
| Латвия               | 9,79                                          | 13,60                                      | −3,81                                     |
| Сербия               | 9,13                                          | 13,71                                      | −4,58                                     |
| Болгария             | 8,92                                          | 14,30                                      | −5,38                                     |
| Украина              | 9,41                                          | 15,72                                      | −6,31                                     |

## Депопулирующие страны
В 1990 году суммарный коэффициент рождаемости был ниже уровня воспроизводства населения (2,1 рождений на одну женщину) в 48 странах, в 2020 году — уже в 107 странах мира. В 2020 году в странах, где рождаемость была ниже уровня простого воспроизводства, проживало 45 % населения Земли. В мире более 100 стран и территории имеют уровень рождаемости ниже уровня воспроизводства населения (2,1 рождений на одну женщину) из них уже многие испытывают долгосрочную убыль населения: Япония, Россия, Италия, Уругвай, Болгария, Китайская Республика, Эстония, Южная Корея, Латвия, Финляндия, Германия, Беларусь, Испания, Украина, Грузия, Литва, Португалия, Греция, Венгрия, Албания, Куба, Словения, Молдова, Армения, Румыния, Босния и Герцеговина, Австрия, Хорватия и т. д.. США, Канада, Австралия и Новая Зеландия не относятся к странам с депопуляцией, но там население растёт лишь за счёт постоянного притока мигрантов из других стран.
Однако Казахстан объявил о достижении роста численности населения, и в 2009 году по переписи там было зарегистрировано свыше 16 млн человек.
Многие страны Европы с высоким уровнем жизни лишь благодаря иммигрантам избегают сокращения населения, так как во всех странах Европы (включая Россию) рождаемость находится ниже уровня воспроизводства населения (2,1 рождений на одну женщину). Общая численность населения европейского континента (включая Россию) прошла пик в 2000 году и с 2004 года убывает, в то время как численность населения других континентов продолжает расти, особенно быстрыми темпами растёт население стран Африки южнее Сахары.

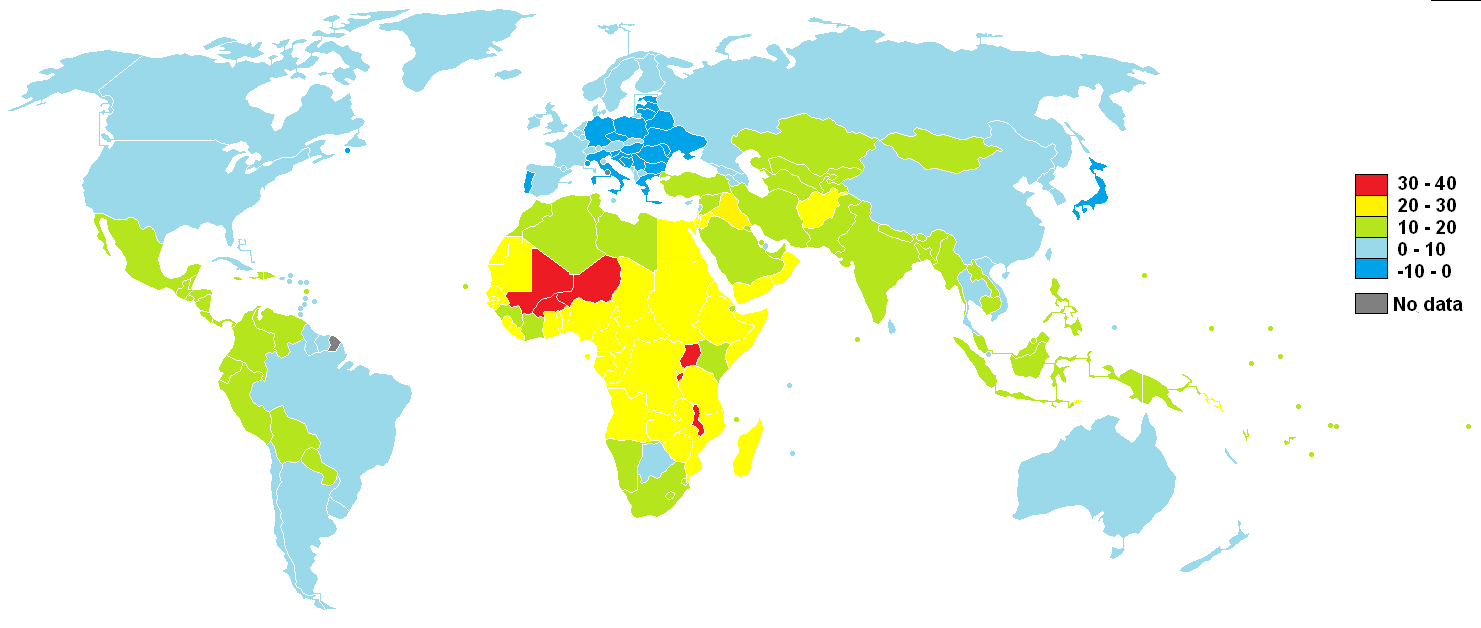
Естественный прирост населения, 2017 год. На карте показаны страны с депопуляцией — отрицательный прирост (тёмно-синий цвет), с незначительным приростом населения (голубой цвет), и со значительным приростом (зелёный, жёлтый, красный цвета) — положительный прирост населения

## Депопуляция в субъектах России
Россия относится к странам, где население депопулирует. Причиной возникновения демографического кризиса, а затем и депопуляции в России, как в большинстве стран мира, является демографический переход, ведущий к постепенное снижению в мире суммарного коэффициента рождаемости (СКР) и демографическому старению населения Земли (кроме Африки южнее Сахары). Рождаемость в СССР, в частности среди Европейских народов и республик, сначала упала ещё в 1967 ниже уровня воспроизводства населения (2,1 рождения на одну женщину), а с 1992 года в России — ниже уровня смертности. По исследованиям российских ученых, в период с 1989 по 2020 годы сократилась численность населения 70 % городов России. Главным фактором, позволяющим развитым и экономически привлекательным странах мира притормаживать негативные экономические последствия, вызываемые демографическим кризисом, является либеральная иммиграционная политика, слегка омолаживающая на время население и немного повышающая суммарный коэффициент рождаемости (СКР) за счёт первого поколения иммигрантов. На 2021 год в России насчитывалось чуть более 7,5 млн женщин в возрасте от 20 до 29 лет (около 5,1 % населения России). С 2010 года количество женщин в данном возрастном диапазоне сократилось на 37,5 %. С 1990 по 2019 годы СКР снизился в России с 1,892 до 1,504 рождений на женщину, а мировой СКР за указанный период времени снизился с 3,249 до 2,403 рождений на женщину. По состоянию на XXI век в России суммарный коэффициент рождаемости выше уровня воспроизводства населения (2,1 рождений на женщину) был в основном в ещё не завершивших демографический переход, аграрных и сельских национальных республиках Сибири и Северного Кавказа. По состоянию на 2019 год рождаемость выше уровня воспроизводства населения (2,1 рождений на женщину) была только в четырёх субъектах Российской Федерации: Республика Тыва (2,724 рождений на женщину), Чеченская Республика (2,576 рождений на женщину), Ненецкий автономный округ (2,176 рождений на женщину) и Республика Алтай (2,114 рождений на женщину). Лидерами по убыли населения по состоянию на 2020 год стали Саратовская (19 тыс. человек), Омская (17,6 тыс.) и Кемеровская (16,5 тыс.) и Волгоградская (15,8 тыс.) области, а также Алтайский край (15,8 тыс.).
В России существуют регионы, где население быстрее депопулирует, чем население государства в целом (коэфф. рожд. = 1,8). Например, в Красноярском крае с уровнем рождаемости 1.1. Критическая ситуация в Псковской области.
Также есть регионы, где население быстро растёт: Дагестан, Чечня (коэф рожд 2.89), Москва. Эти данные не учитывают, где население растёт за счёт высокой рождаемости местного населения, а где из-за миграции, поэтому Москва попадает в общий список с Дагестаном и Чечнёй.
С конца XX в. естественная убыль и миграционный отток населения начал приводить к депопуляции городов и сел, порождая феномен заброшенных населенных пунктов. Наиболее остро эта проблема коснулась севера и востока страны.
Но в целом, население России падало вплоть до начала 2010-х. Иммиграция только на 44 % компенсировала убыль населения. И хотя, в 2010—2018 гг. был рост населения России, согласно некоторым расчётам, начавшийся в конце 2014 года в России экономический кризис может привести к новой волне депопуляции. Но, тем не менее по состоянию на январь 2018 года, рост населения России продолжается. А за первые 8 месяцев 2018 года уже наблюдается сокращение населения России 84,7 тыс. человек. Кроме того, в октябре 2018-го изменён прогноз Росстата и теперь в среднем варианте прогноза прогнозируется убыль населения по итогам 2018-года в 83,9 тыс. человек. 

## Последствия депопуляции в развитых и развивающихся странах
Низкая рождаемость приводит к увеличению доли пожилого населения и уменьшению доли трудоспособного населения, что в свою очередь может оказать разрушительное влияние на экономики развитых и особенно развивающихся стран Европы и Азии: сокращение доли трудоспособного населения приводит к сокращению объёма человеческого капитала, рост доли пенсионеров требует увеличения расходов на здравоохранение, социальное страхование и пенсионную систему. Расходы на пенсионное обеспечение может стать слишком большим грузом для бюджета и поэтому забота о пожилых людях может целиком лечь на плечи домохозяйств. Но в связи с уменьшением рождаемости, то и затраты государства на содержание детей (пособия, школы, детские сады и т. д.) могут быть снижены.. Особенно сложная ситуация с растущим демографическим кризисом и как следствие депопуляцией во многих развивающихся странах Европы и Азии: Россия, Китай, Украина, Молдова, Таиланд, Мьянма и т. д. В этих странах обычный демографический кризис, свойственный развитым странам, может усугубляться ещё большим уменьшением официально работающей доли трудоспособного населения в связи с обширной неформальной теневой экономикой, ещё более низкой рождаемостью, ещё большей безработицей, ещё большим ростом количества пенсионеров в связи с меньшими здоровыми годами активной трудоспособной жизни, что вкупе с активной эмиграцией молодого, экономически активного и самого трудоспособного населения в более богатые страны мира приводит к замедлению экономического роста стран и, как следствие, к замедлению роста зарплат и уровня жизни, что в свою очередь замедляет сближение уровней жизни в развивающихся и развитых странах. Богатые развитые страны Европы и Азии часто решают проблему депопуляции, увеличивая квоты на ввоз большего числа иностранной рабочей силы, что в свою очередь бедные, экономически не привлекательные как для квалифицированной, так и для неквалифицированной иностранной рабочей силы, развивающиеся страны себе позволить не могут. Как пример, экономика Китая может столкнуться с широко обсуждаемой в китайских государственных СМИ проблемой, Китай может постареть быстрее, чем его население разбогатеет, что может привести к замедлению роста уровня жизни в Китае и сближения его по зарплатам с другими развитыми и богатыми экономиками Азии: Японией, Республикой Кореей, Китайской Республикой, Сингапуром, Гонконгом, и в худшем случае к экономическому застою, подобному японскому, наблюдаемому в Японии уже три десятилетия. Но с учётом, что Япония является экономически развитой, богатой страной, с высокими зарплатами, а Китай лишь развивающейся. Аналогичная история с Россией, Украиной, Беларусью, но уже по отношению к экономически развитым странам Европы: Швейцария, Германия, Франция, Норвегия, Исландия, Ирландия, Словения и т. д.

## Прогнозы

### Беларусь
В 1993 году впервые в Беларуси уровень смертности превысил уровень рождаемости, но из-за миграционного потока, превышающего естественную убыль, сокращение численности населения было зафиксировано только в 1994 году. Население Беларуси неуклонно и медленно сокращается, в основном из-за низкой рождаемости и смертности, которая превышает рождаемость, которая стареет, но существенных колебаний нет. Старший научный сотрудник Института экономики Национальной академии наук Беларуси Людмила Шахотько отметила, что Национальная программа демографической безопасности до 2015 года лишь частично компенсирует депопуляцию и не принесёт выигрыша. В Национальном докладе "Беларусь: 10 лет после Каирской международной конференции по народонаселению и развитию" указано, что после 2035 года процесс депопуляции в стране может стать необратимым.

### Россия
В ходе неуклонной естественной убыли населения, длившейся более 20 лет, Россия потеряла по разным оценкам, более 12 млн человек (согласно 9 млн.). По некоторым расчётам, начавшийся в конце 2014 года в России экономический кризис может привести к новой волне депопуляции. Тем не менее, начиная с 2010 года, отмечается общий прирост населения России (за счёт миграции), а с 2013 года и естественный прирост (за счёт превышения количества родившихся над количеством умерших).
Со ссылкой на руководителя Института демографии, миграции и регионального развития было высказано предположение, что к 2050 г. население РФ сократится до 80 млн.
По оценкам Леонида Рыбаковского статистические данные о численности населения в РФ некорректно отражают реальную ситуацию, приукрашая её; а сохранение основной причины депопуляции — «наплевательского отношения к жизни человека» (строительство Санкт-Петербурга и Беломоро-Балтийского канала «на костях», миллионы погибших во время войн и во время «экспериментов» в мирное время) прямо угрожает демографическому будущему России. Автор призвал радикально изменить (фактическую) государственную идеологию, и принять меры для того, чтобы страна стала более пригодной для жизни.
Также он предложил:
- Уточнить концепцию демографической политики РФ (с учётом нежелательности искажения этнического состава населения, и того, что миграционные ресурсы стран СНГ сократились);
- Мобилизовать усилия регионов так, чтобы они ориентировались на наибольшую прогнозируемую численность населения;
- Использовать более точные объективные показатели демографических процессов для их правильной оценки в разных регионах (в том числе — не только смертность и рождаемость, но и суммарный коэффициент рождаемости и ожидаемая продолжительность жизни; стандартизировать показатели для учёта возраста и пола жителей региона);
- Оценивать результативность работы руководителей субъектов РФ с учётом показателей — суммарного коэффициента рождаемости и ожидаемой продолжительности жизни; сопоставлять фактическое состояние дел с запланированными значениями; регулярно делать доклады президенту о состоянии дел в этой области в регионах;
- Разработать адекватную и долгосрочную концепцию миграционной политики РФ так, чтобы миграционная политика не противоречила национальным интересам РФ (как это было в недавнем прошлом);
- Переработать программу содействия добровольному переселению соотечественников; в частности в плане мест переселения и обеспечения жильём. Например, во время активной реализации программы (2008—2012 гг.) с её помощью в РФ приехало 114.4 тыс. человек, а за этот же период времени самостоятельно приехало 1.3 млн;
- Принять меры для повышения квалификации региональных специалистов, занимающихся демографическими вопросами;
- Начать проводить адекватную пропагандистско-воспитательную работу в СМИ, школах, ЗАГСах и др., т.к в момент написания книги федеральные власти этим не занимались вообще; а усилия властей в отдельных регионах были недостаточно эффективны;
- Навести порядок в статистическом учёте населения, который крайне неточен. Например, население Москвы в 2002 г. «возросло» по этой причине на 16 %. Более объективная информация о положении поможет грамотнее и адекватнее планировать мероприятия для улучшения ситуации;
- Разработать программы мероприятий федерального правительства, направленных на снижение смертности, повышение рождаемости, и регулирование миграции — так, чтобы повысить эффективность демографической политики, дополнив уже принятые меры (материнский капитал, наделение земельными участками и др.). Мероприятия должны планироваться дифференцировано по регионам — так, чтобы максимальные затраты приходились на субъекты с наихудшими показателями; принять меры по обеспечению жильём молодых семей (льготные целевые кредиты и др.);
- При повышении пенсионного возраста учитывать бездетность; и восстановить налог на бездетность (используя полученные от налога средства для поощрения тех, кто усыновляет сирот); изменить систему взимания алиментов и ужесточить меры против тех, кто уклоняется от уплаты (так как до четверти детей рождается вне брака); и другие меры.

По прогнозу ООН 2010 г. население РФ к 2050 г. составит 126 млн, по прогнозу МГУ 2001 г. к тому же году — 117 млн, а по оценкам Рыбаковского (2014 г.), в зависимости от проводимой государством политики, к 2030 г. возможная численность населения оказывается в диапазоне от 148 до 128 млн.
Официальный прогноз Росстата от 26 марта 2020 года предполагает изменение численности населения России к началу 2036 года в диапазоне: низкий вариант прогноза — 134 277 195 человек (низкая рождаемость и низкая миграция), за 2035 год естественный прирост составит −940,2 тысяч человек, миграционный прирост составит 15,7 тысяч человек; средний вариант прогноза —
142 993 262 человека (низкая рождаемость и высокая миграция), за 2035 год естественный прирост составит −398,5 тысяч человек, миграционный прирост составит 263,6 тысяч человек; высокий вариант прогноза — 150 126 296 человек (высокая рождаемость и высокая миграция), за 2035 год естественный прирост составит −21,3 тысяч человек, миграционный прирост составит 386,8 тысяч человек

## Прогнозы ООН
Согласно прогнозу ООН на 2019 год, рост населения земли практически прекратится к концу 21 века. Ожидается, что впервые в современной истории численность Moderna практически перестанет расти к концу этого столетия, в основном из-за снижения глобальных показателей рождаемости. По прогнозам, к 2100 году население земли достигнет примерно 10,9 миллиарда человек, при этом ежегодный прирост составит менее 0,1%, что является резким снижением нынешних показателей. С 1950 года по сегодняшний день численность населения земли ежегодно увеличивалась с 1% до 2%, а число людей увеличилось с 2,5 млрд до более чем 7,7 млрд. С возрастом уровень рождаемости в мире снижается. Согласно демографическому прогнозу ООН на 2019 год, к 2050 году средний возраст населения мира составит 36 лет, каждый шестой человек в мире будет старше 65 лет (16%), по сравнению с 2019 годом, когда средний возраст населения мира составлял 31 год, и только 1 из 11 человек (9%) был старше 65 лет. Согласно демографическому прогнозу ООН на 2019 год, до 2100 года средний возраст населения мира составит 42 года, а общий коэффициент рождаемости составит 1,9 рождений на одну женщину по сравнению с 2,5 в 2019 году. Согласно прогнозам, к 2070 году этот показатель опустится ниже уровня воспроизводства населения (2,1 рождения на одну женщину). В период с 2020 по 2100 год число людей в возрасте 80 лет и старше увеличится со 146 миллионов до 881 миллиона. Согласно прогнозам, с 2073 года впервые в истории человечества людей в возрасте 65 лет и старше станет больше, чем в возрасте до 15 лет. Факторами, способствующими увеличению среднего возраста, являются увеличение продолжительности жизни и снижение рождаемости.
Африка — единственный регион мира, в котором, по прогнозам, будет наблюдаться значительный прирост населения до конца этого столетия. Ожидается, что в период с 2020 по 2100 год население Африки увеличится с 1,3 млрд до 4,3 млрд человек. Прогнозы показывают, что этот прирост будет достигнут главным образом в странах Африки к югу от Сахары, численность населения которых к 2100 году ожидается вырастит более чем в три раза. По прогнозам, в регионах, которые включают США и Канаду (Северная Америка), а также Австралию и Новую Зеландию (Океанию), будет происходить рост населения на протяжении всего столетия, но более медленными темпами, чем в Африке. Прогнозируется, что рост населения Африки будет оставаться сильным в течение всего этого столетия. Ожидается, что численность населения Европы и Латинской Америки к 2100 году сократится. Ожидается, что в 2021 году население Европы достигнет пика в 748 миллионов человек. Ожидается, что регион Латинской Америки и Карибского бассейна превзойдёт Европу по численности населения к 2037 году, а в 2058 году достигнет пика в 768 миллионов. Ожидается, что население Азии увеличится с 4,6 млрд в 2020 году до 5,3 млрд в 2055 году, а затем начнёт сокращаться. Ожидается, что население Китая достигнет пика в 2031 году, а население Японии и Южной Кореи, как ожидается, сократится после 2020 года. Ожидается, что население Индии будет расти до 2059 года, когда оно достигнет 1,7 миллиарда человек. Между тем Индонезия — самая густонаселённая страна в Юго-Восточной Азии — по прогнозам достигнет своего пика в 2067 году. В регионе Северной Америки ожидается, что миграция из остального мира будет основной движущей силой продолжающегося роста населения. Ожидается, что численность иммигрантов в Соединённых Штатах в ближайшие 80 лет (с 2020 по 2100 год), согласно прогнозам ООН, увеличится на 85 миллионов человек. В Канаде миграция, вероятно, будет ключевым фактором роста, поскольку ожидается, что число смертей в Канаде превысит число рождений.
К 2100 году 5 из 10 крупнейших по населению стран мира, по прогнозам, будут в Африке. По прогнозам, на шесть стран будет приходиться более половины прироста населения мира до конца этого столетия, а пять будут находиться в Африке. Ожидается, что население мира вырастет примерно на 3,1 миллиарда человек в период с 2020 по 2100 год. Более половины этого прироста ожидается в Нигерии, Демократической Республике Конго, Танзании, Эфиопии и Анголе, а также в одной не африканской стране (Пакистан). По прогнозам, к 2100 году пять африканских стран войдут в первую десятку стран мира по населению. Прогнозируется, что к 2027 году Индия превзойдёт Китай как самую густонаселённую страну мира. К 2059 году её население достигнет пика в 1,7 миллиарда человек. Между тем, согласно прогнозам, Нигерия превзойдёт США как третью по величине населения страну в мире в 2047 году. Ожидается, что в период с 2020 по 2100 год 90 стран потеряют население. Ожидается, что две трети всех стран и территорий в Европе (32 из 48) потеряют население к 2100 году. В Латинской Америке и Карибском бассейне ожидается сокращение половины населения региона из 50 стран. Напротив, между 1950 и 2020 годами только шесть стран в мире потеряли население, из-за гораздо более высоких показателей рождаемости и относительно более молодого населения в последние десятилетия. Ожидается, что к 2100 году половина детей, рождённых во всем мире, будут рождены в Африке. Африка перегонит Азию по количеству рождённых детей к 2060 году. Половина всех рождённых детей в мире, как ожидается будет в Африке к 2100 году, по сравнению с тремя из десяти всех рождённых детей мира в 2019 году. Ожидается, что в период с 2020 по 2100 год в Нигерии родится 864 миллиона детей, что является самым большим показателем среди африканских стран. По прогнозам, число рождений в Нигерии к 2070 году превысит число рождений в Китае. Между тем, согласно прогнозам, к концу этого столетия в Азии родится примерно треть детей мира, по сравнению с примерно половиной сегодня и с 65 % в период 1965-70 годов.
В 1950 году в регионе Латинской Америки и Карибского бассейна было одно из самых молодых населений мира; к 2100 году ожидается, что в регионе Латинской Америки и Карибского бассейна будет самое старое население из всех регионов мира, что резко контрастирует с XX веком. В 1950 году средний возраст региона составлял всего 20 лет. По прогнозам, к 2100 году эта цифра увеличится более чем в два раза — до 49 лет. Данная закономерность очевидна при взгляде на отдельные страны региона. Например, в 2020 году ожидается, что средний возраст будет в Бразилии (33 года), Аргентине (32 года) и Мексике (29 лет), что будет ниже, чем средний возраст в США (38 лет). Однако к 2100 году население всех этих трёх латиноамериканских стран, согласно прогнозам, будет старше населения США. Средний возраст составит 51 год в Бразилии, 49 лет в Мексике и 47 лет в Аргентине, по сравнению со средним возрастом 45 лет в США. Ожидается, что в Колумбии будет самый сильны рост среднего возраста населения, он вырастит более чем втрое между 1965 и 2100 годом — с 16 до 52 лет.
Прогнозируется, что в Японии в 2020 году будет самый высокий средний возраст населения среди всех стран мира — 48 лет. Ожидается, что средний возраст Японии продолжит расти, пока не достигнет пика в 55 лет в 2065 году. Ожидается, что он будет ниже в 2100 году (54 года). Ожидается, что к 2100 году страной с самым высоким средним возрастом населения станет Албания со средним возрастом 61 год.

## Прогноз Вашингтонского университета
| 7-8 детей 6-7 детей 5-6 детей 4-5 детей | 3-4 детей 2-3 детей 1-2 детей 0-1 детей |

Карта медианного возраста (от и до) в разных странах по состоянию на 2018 год. Самое молодое население Земли в основном сосредоточенно в странах Африки южнее Сахары

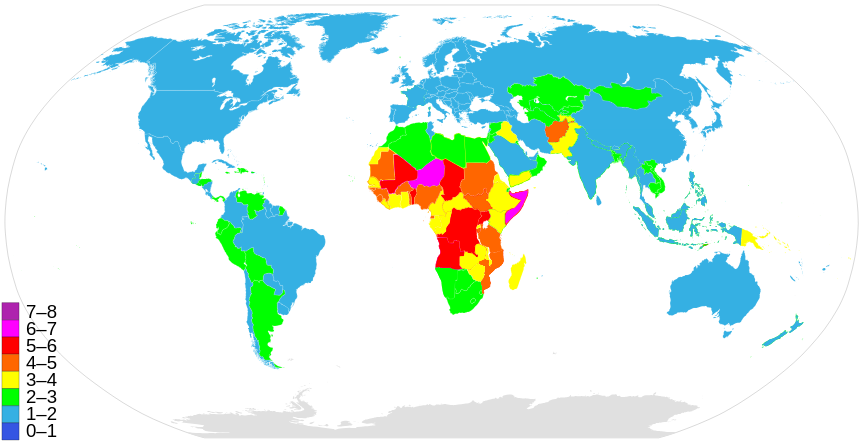
Карта стран мира по суммарному коэффициенту рождаемости по состоянию на 2020 год. Самый высокий на Земле суммарный коэффициент рождаемости наблюдается в основном в странах Африки южнее Сахары.
7-8 детей
6-7 детей
5-6 детей
4-5 детей
3-4 детей
2-3 детей
1-2 детей
0-1 детей

Карта стран мира по темпу роста населения в процентах с учётом рождаемости, смертности, иммиграции и эмиграции в 2018 году. Самый высокий темп роста населения Земли наблюдается в основном в странах Африки южнее Сахары

По данным прогноза Вашингтонского университета опубликованного в медицинском журнале The Lancet 14 июля 2020 года, население мира достигнет пика в 2064 году и составит около 9,73 миллиарда, а затем снизится до 8,79 миллиарда к 2100 году, что на 2 миллиарда меньше, чем прогноз ООН 2019 года. Разница в цифрах между прогнозами ООН и Вашингтонского университета в значительной степени зависит от уровня рождаемости. Уровень воспроизводства населения (2,1 рождений на одну женщину), необходимого для поддержания численности населения на одном уровне. Прогноз ООН предполагает, что в странах с низкой рождаемостью на сегодняшний момент суммарный коэффициент рождаемости со временем вырастет до 1,8 ребёнка на женщину. Однако данные прогноза Вашингтонского университета показывают, что по мере того, как женщины становятся более образованными и получают доступ к услугам в области репродуктивного здоровья, они в среднем предпочитают иметь менее 1,5 детей, что как следствие ускоряет снижение рождаемости и замедляет рост населения, а затем и ускоряет его снижение. Прогнозируется, что глобальный СКР будет неуклонно снижаться с 2,37 в 2017 году до 1,66 в 2100 году, что намного ниже уровня воспроизводства населения (2,1 рождений на одну женщину), необходимого для поддержания численности населения на одном уровне. Даже незначительные изменения СКР приводят к большим различиям в численности населения между странами мира: увеличение СКР всего на 0,1 рождения на женщину эквивалентно увеличению примерно на 500 миллионов человек населения на планете Земля к 2100 году. Страны в которых прогнозируется сильное снижение рождаемости к 2100 году, это в значительной степени страны которые сейчас имеют очень высокую рождаемость, в основном это страны Африки южнее Сахары, где показатели впервые упадут ниже уровня воспроизводства населения — с 4,6 рождений на женщину в 2017 году до 1,7 к 2100 году. В Нигере, где коэффициент фертильности был самым высоким в мире в 2017 году — женщины рожали в среднем 7 детей — прогнозируется, что к 2100 году этот показатель снизится до 1,8.
По прогнозам к 2050 году в 151 стране, а к 2100 году уже в 183 из 195 стран мира, рождаемость упадёт ниже уровня воспроизводства населения (2,1 рождения на одну женщину), необходимого для поддержания численности населения на одном уровне. Это означает, что в этих странах население будет сокращаться, если низкая рождаемость не будет компенсироваться иммиграцией. Многие из стран с наиболее быстро снижающимся населением будут находиться в Азии, а также в Центральной и Восточной Европе. Ожидается, что численность населения к 2100 году сократится как минимум наполовину в 23 странах мира, включая Японию (примерно с 128 миллионов человек в 2017 году до 60 миллионов в 2100 году), Таиланд (с 71 до 35 миллионов), Испанию (с 46 до 23 миллионов), Италию (с 61 до 31 миллиона), Португалию (с 11 до 5 миллионов) и Южную Корею (с 53 до 27 миллионов). Ожидается, что ещё в 34 странах произойдет сокращение населения от 25 до 50 %, включая Китай. Население Китая сократится с 1,4 миллиарда человек в 2017 году до 732 миллионов в 2100 году. Тем временем население стран Африки южнее Сахары вырастет втрое с примерно 1,03 миллиарда в 2017 году до 3,07 миллиарда в 2100 году, по мере снижения смертности и увеличения числа женщин, вступающих в репродуктивный возраст. При этом только население одной Нигерии вырастет до 791 миллиона к 2100 году, что сделает её второй по населению страной в мире после Индии, где тогда будет проживать 1,09 миллиарда человек. Население Северной Африки и Ближнего Востока вырастет с 600 миллионов в 2017 году до 978 миллионов в 2100 году. Эти прогнозы предполагают лучшие условия для окружающей среды с меньшим давлением на системы производства продуктов питания и более низкими выбросами углерода, а также значительное увеличение экономически активного населения некоторых частей Африки к югу от Сахары. Однако в большинстве стран мира за пределами Африки будет наблюдаться сокращение рабочей силы и перевёрнутая пирамида населения, что будет иметь серьёзные долгосрочные негативные последствия для их экономик. В прогнозе сделан вывод, что для стран с высоким уровнем доходов и с низкой рождаемостью лучшими решениями для поддержания численности населения и экономического роста будут гибкая иммиграционная политика и социальная поддержка семей, которые хотят детей. Однако перед лицом сокращения численности населения существует реальная опасность того, что некоторые страны могут рассмотреть политику, ограничивающую доступ к услугам в области репродуктивного здоровья, с потенциально разрушительными последствиями. Совершенно необходимо, чтобы свобода и права женщин стояли на первом месте в повестке дня каждого правительства в области развития. Системы социальных услуг и здравоохранения необходимо будет перестроить, чтобы приспособить их к работе с гораздо большим количеством пожилых людей.
Согласно прогнозу, по мере снижения рождаемости и увеличения продолжительности жизни во всем мире количество детей в возрасте до 5 лет, по прогнозам, сократится на 41 % с 681 миллиона в 2017 году до 401 миллиона в 2100 году. К тому времени 2,37 миллиарда человек, то есть более четверти мирового населения, будет старше 65 лет и только 1,70 миллиарда человек моложе 20 лет. Число тех, кому за 80 лет, вырастет в шесть раз, с примерно 140 миллионов сегодня до 866 миллионов к концу XXI века. Аналогичным образом, глобальное соотношение людей старше 80 лет на каждого человека в возрасте 15 лет и младше, по прогнозам, вырастет с 0,16 в 2017 году до 1,50 в 2100 году. Кроме того, глобальное соотношение неработающих взрослых к работающим составляло около 0,8 в 2017 году, но, по прогнозам, увеличится до 1,16 в 2100 году, если участие в рабочей силе по возрасту и полу не изменится. Резкое сокращение численности и доли населения трудоспособного возраста также создаст огромные проблемы для многих стран мира. Экономикам стран будет сложнее расти с меньшим количеством рабочих и налогоплательщиков, а также создавать богатство, увеличивать расходы на социальную поддержку и медицинское обслуживание пожилых людей Например, число людей трудоспособного возраста в Китае резко сократиться с 950 миллионов в 2017 году до 357 миллионов в 2100 (сокращение на 62 %). Прогнозируется, что спад в Индии будет менее резким — с 762 до 578 миллионов. Напротив, страны Африки южнее Сахары, вероятно, будут иметь самую молодую и соответственно самую экономически активную рабочую силу на планете Земля. В Нигерии, например, экономически активная рабочая сила увеличится с 86 миллионов в 2017 году до 458 миллионов в 2100 году, что, при правильном управлении, будет способствовать быстрому экономическому росту Нигерии, и повышению уровня жизни его населения.
Эти «тектонические» сдвиги также изменят иерархию с точки зрения экономического влияния. По прогнозу, к 2050 году ВВП Китая превысит ВВП Соединённых Штатов, но к 2100 году он вернётся на второе место, так как ожидается, что США вернут себе первое место к 2098 году, если иммиграция продолжит поддерживать рост рабочей силы США. ВВП Индии вырастет и займёт третье место, а Франция, Германия, Япония и Великобритания останутся в числе 10 крупнейших экономик мира. По прогнозам, Бразилия опустится в рейтинге с 8-го на 13-е, а Россия — с 10-го на 14-е место. Тем временем Италия и Испания опустятся в рейтинге с 15-го на 25-е и 28-е места соответственно. Индонезия может стать 12-й по величине экономикой в мире, в то время как Нигерия, которая в настоящее время занимает 28-е место, по прогнозам, войдёт в первую десятку стран мира по ВВП.
По данным прогноза также предполагается, что сокращение численности населения может быть компенсировано иммиграцией, поскольку страны, которые продвигают либеральную иммиграцию, могут лучше поддерживать размер своего населения и поддерживать экономический рост даже в условиях снижения уровня рождаемости. По данным прогноза, некоторые страны с рождаемостью ниже уровня воспроизводства населения, такие как США, Австралия и Канада, вероятно, сохранят своё экономически активное население трудоспособного возраста за счёт чистой иммиграции. Хотя в прогнозе отмечается, что существует значительная неопределённость в отношении этих будущих тенденций. Авторы прогноза отмечают некоторые важные ограничения, в том числе то, что, хотя в исследовании используются наилучшие доступные данные, прогнозы ограничиваются количеством и качеством данных за прошлые эпохи. Они также отмечают, что прошлые тенденции не всегда позволяют предсказать, что произойдет в будущем, и что некоторые факторы, не включённые в модель, могут изменить темпы рождаемости, смертности или миграции. Например, пандемия COVID-19 затронула местные и национальные системы здравоохранения по всему миру и вызвала множество смертей. Однако авторы прогноза полагают, что увеличение количества смертей, вызванных пандемией, вряд ли существенно повлияет на долгосрочные тенденции прогнозирования численности населения мира. В конечном итоге, если прогноз окажется хотя бы наполовину точным, миграция со временем станет необходимостью для всех стран мира, а не вариантом. Так, как распределение населения трудоспособного возраста будет иметь решающее значение для того, будет ли человечество процветать или увядать.